# Церковь Михаила Архангела (Екатеринбург)
Церковь Михаила Архангела (Михайловская церковь «Коробковская») — бывший единоверческий храм в Екатеринбурге, расположенный по улице Сибирский тракт, дом 19. Был построен в 1865 году, но освящен только в 1888.

## История
Церковь находится между Сибирским трактом и улицами Куйбышева, Буторина, Комсомольская (территория бывшей кондитерской фабрики). Церковь была построена в 1865—1888 годах на деньги, завещанные купцом М. И. Коробковым для строительства единоверческой церкви. Проект церкви послужила архитектурная композиция Иоанно-Предтеченской церкви в городе Екатеринбурге. Церковь была возведена за восточной городской заставой на старообрядческом кладбище, рядом с Сибирским трактом.

## Архитектура
Композиция церкви состоит из восьмигранного храмового объёма с узкими диагональными гранями, полукруглой апсиды, удлиненной прямыми участками боковых стен, притвора и паперти. Широкие крыльца в северной и южной угле храмового восьмерика придали церкви вид креста. Прямоугольные окна на стенах притвора и апсиды, высокие арочные окна на узких гранях храмового восьмерика, восьмигранная оболочка придают церкви вид плоского шатра. До 1970-х годов шатер венчало декоративное пятиглавие. Поднятые на граненые барабаны, луковичные главки стояли на вершине шатра и четырёх узких гранях. Прямоугольная в плане паперть по вертикали завершалась двумя восьмигранными ярусами колокольни и шатром с луковичной главкой. Арки яруса звонницы имеют трехлопастные кокошники, а широкие грани шатра колокольни — слуховые окна, обрамленные килевидными кокошниками. Наслоение декоративных элементов из нескольких исторических эпох определяет эклектическую стилистику здания. Северный и южный входы в храм сделаны порталом из двух полуколонн тосканского ордера, упрощенного антаблемента и фронтона. Фронтон в виде кокошника русско-византийского стиля: два полукружия с розетками в центре и щипцовое завершение. Окна с плоскими профилированными наличниками с кокошниками и барочными раскреповками и волютами. Углы храмового объёма и колокольни имеют плоские лопатки. Плоский аркатурный поясок охватывают храмовый восьмерик в уровне архитрава, подобный же декоративный элемент романского стиля проходит и под карнизом первого яруса колокольни. В интерьере основное храмовое помещение перекрыто сомкнутым сводом с неравными гранями (граненый купол). Алтарная апсида перекрыта конхой. Притвор и паперть имеют крестовые своды. Светлое — благодаря высоким окнам — храмовое помещение отличалось уютом, стены его были расписаны фресками. В советское время окружавшее церковь кладбище было снесено, а само здание утратило верхний ярус колокольни и главки с крестами.